# Notiomys edwardsii
Notiomys edwardsii (Thomas, 1890) è un roditore della famiglia dei Cricetidi, unica specie del genere Notiomys (Thomas, 1890), endemico della Patagonia.

## Descrizione

### Dimensioni
Roditore di piccole dimensioni, con la lunghezza della testa e del corpo tra 78 e 92 mm, la lunghezza della coda tra 35 e 42 mm, la lunghezza del piede tra 17,4 e 20,5 mm, la lunghezza delle orecchie tra 6,5 e 8 mm e un peso fino a 25 g.

### Caratteristiche craniche e dentarie
Il cranio è corto e largo, presenta un rostro largo e i fori palatali corti. Il processo coronoide è allungato. I molari sono piccoli e con una struttura semplice delle cuspidi.
Sono caratterizzati dalla seguente formula dentaria:

### Aspetto
La pelliccia è corta, densa e setosa. Le parti superiori sono fulvo-grigiastre, mentre quelle inferiori sono bianche. La linea di demarcazione lungo i fianchi è netta e brillante. L'estremità del muso è arancione. Le orecchie sono relativamente corte, con i bordi rivestiti di lunghi peli biancastri. Le zampe sono robuste e provviste di artigli lunghi, il loro dorso è ricoperto di peli arancioni. Una frangiatura di peli è presente lungo i margini esterni dei piedi. La pianta dei piedi è provvista di sei cuscinetti carnosi. La coda è più corta della testa e del corpo, è ricoperta di piccoli peli ed è fulvo chiara sopra e bianca sotto.

## Biologia

### Comportamento
È una specie parzialmente fossoria. Occupa talvolta le tane dei tuco-tuco.

### Alimentazione
Si nutre di insetti e talvolta di materiale vegetale.

## Distribuzione e habitat
Questa specie è diffusa nell'Argentina meridionale, dalla Provincia di Río Negro alla parte centrale della Provincia di Santa Cruz.
Vive in zone rocciose e nelle steppe.

## Conservazione
La IUCN Red List, considerato il vasto areale e la popolazione presumibilmente numerosa , classifica N.edwardsii come specie a rischio minimo (Least Concern).